# Parafia św. Maksymiliana Marii Kolbego w Bezledach
Parafia św. Maksymiliana Marii Kolbego w Bezledach – parafia rzymskokatolicka, znajdująca się w archidiecezji warmińskiej, w dekanacie Bartoszyce. W parafii posługują księża diecezjalni. Według stanu na październik 2018 proboszczem parafii był ks. mgr Marek Stabrawa. 